# Lernapat
Lernapat (in armeno Լեռնապատ?) è un comune di 1 857 abitanti (2008) della Provincia di Lori in Armenia.